# Христина Калчева
Христина Калчева (рус. Христина Калчева; Алексин Тулска област, СССР 29. мај 1977) бивша је бугарска атлетичарка специјалиста за скок увис. Светска је првакиња у дворани 1999. у Маебашију. Учествовала је и на Олимпијским играма 2000. у Сиднеју, али није успела да изведе исправан скок, па је остала без пласмана.
Њен лични рекорд износи 1,99 м на отвореном и у дворани.

## Значајнији резултати
| Датум                 | Такмичење                   | Град                  | Пласман               | Резултат м            | Детаљи                |
| Представљала Бугарска | Представљала Бугарска       | Представљала Бугарска | Представљала Бугарска | Представљала Бугарска | Представљала Бугарска |
| --------------------- | --------------------------- | --------------------- | --------------------- | --------------------- | --------------------- |
| 1998.                 | Европско првенство          | Будимпешта (Мађарска) | 16.                   | 1,87                  |                       |
| 1999.                 | Светско првенство у дворани | Маебаши (Јапан)       |                       | 1,99                  |                       |
| 2000.                 | Олимпијске игре             | Сиднеј (Аустралија)   | –                     | БП                    |                       |

## Лични рекорди
на отвореном
- 1,99 — Алмати, 16, мај 1998.

у дворани
- 1,99 — Маебаши, 5. март 1999.